# 尼日尔-刚果语系
尼日尔-刚果语系分布在非洲的中部和非洲南部部分地区。大部分尼日尔-刚果语系语言都是声调语言，词句顺序通常为主谓宾结构（SVO）。而南非的祖鲁语和科萨语，受到邻近的科依桑语系语言影响，而带有搭嘴音（吸气音）。
斯瓦希里語為此語系使用人數最多的語言，其位於坦桑尼亞東部和肯尼亞東南部。採用斯瓦希里語的母語使用者約5百萬，計算第二語言使用者則多達5千萬人。其次為津巴布韋的紹納語（Shona）和南非的祖魯語，均各有約1千萬使用者。

## 分類

### 西方的語言分類
尼日爾-剛果語系諸語根據西方的語言分類，大致上分成：大西洋-刚果语族、科尔多凡语族、曼德语族三个语族。不過這種分類，卻使大多數語言都被歸類到龐大的「大西洋-剛果語族」裡（而且這語族的大多數語言都是班圖語），餘下少量的語言分屬科爾多凡語族及曼德語族。下表括號內為該語族或語支所包含的語言數。
- 大西洋-刚果语族 (Atlantic-Congo) (1418)
  - 大西洋語支 (Atlantic) (64)
  - 类伊乔语支Ijoid (10)
  - 沃尔特-刚果语支 (Volta-Congo) (1344)
    - 贝努埃-刚果亚语支 (Benue-Congo) (961)
      - Akpes (1)
      - Ayere-Ahan (1)
      - 类班图下语支 (Bantoid) (681)
      - 十字河下语支Cross River (67)
      - Dakoid (1)
      - Defoid (16)
      - 类埃多下语支Edoid (33)
      - 类伊多马下语支Idomoid (9)
      - 类伊博下语支Igboid (7)
      - 类朱昆下语支Jukunoid (20)
      - 卡因吉下语支Kainji (57)
      - 类努佩下语支Nupoid (11)
      - Oko (1)
      - 高原下语支Plateau (53)
      - Ukaan (1)
      - 未分类的贝努埃-刚果语支语言 (2)

    - 多贡亚语支Dogon (10)
    - 克鲁亚语支Kru (39)
    - 夸亚语支Kwa (80)
    - 北沃尔特-刚果亚语支 (North Volta Congo) (254)
      - 阿达马瓦-乌班吉下语支Adamawa-Ubangi (158)
      - 古尔下语支Gur (96)
- 科尔多凡语族 Kordofanian (24)
  - Heiban 语支 (10)
  - Katla 语支 (2)
  - Rashad 语支 (3)
  - Talodi 语支 (9)
- 曼德语族 (Mande) (71)
  - 东曼德语支 (Eastern Mande) (18)
  - 西曼德语支 (Western Mende) (53)
- 未分类的尼日尔-刚果语言 (1)
  - Mbre (mka)

这个分类法，把大约一半尼日尔-刚果语系语言都归入了「尼日尔-刚果语系」，「大西洋-刚果语族」，「沃尔特-刚果语支」，「贝努埃-刚果亚语支」，「类班图下语支」之中。

### 中國圖書館分類法
在中國圖書館分類法的分類中，尼日爾-剛果語系的分類比較闊，可分成以下各個語族：
1. 西大西洋语支 (H816)
2. 曼德语支 (H817)
3. 夸语支 (H818)
4. 古尔语支 (H819)
5. 赞德-桑戈语支 (H821)
6. 中央语支 (H822)
7. 班图分语支 (H823)